# Valentin Crautwald
Valentin Crautwald, též Valentin Krautwald, latinsky Valentinus Crautoaldus, (kolem 1490 Nisa – 5. září 1545, Lehnice) byl německý teolog, vzdělaný jako katolík a posléze reformátor a humanista působící v Dolním Slezsku.

## Život
Narodil se v měšťanské rodině  v Nise, kde navštěvoval farní školu a roku 1506 se zapsal jako student na univerzitu v Krakově. Studoval tam filozofii, řečtinu, latinu a jako jeden z prvních také hebrejštinu. Kromě klasických studií psal básně se věnoval se matematice a astronomii.
V roce 1507 odešel z Krakova do Brzegu, v letech 1509–1514 byl rektorem školy v rodné Nise. Učinil tehdy z města centrum humanismu a klasických studií. byl bibliofilem a vybudoval velkou knihovnu, v níž měl i novinky současné literatury jako Chválu bláznovství od Erasma Rotterdamského. Mnozí z jeho studentů odešli na univerzitu do Krakova.
Roku 1514 odešel do biskupské kanceláře ve Vratislavi a brzy se tam zařadil k levému křídlu skupiny humanistů, kteří rychle přešli k reformaci. Když roku 1523 lehnicko-břežský kníže Fridrich II. zavedl na svém území reformaci, stal se Krautwald lektorem teologie. Byl spolupracovníkem Kaspara Schwenckfeldta a určujícím způsobem ovlivnil teologii raného schwenkfeldiánství, zejména učení o Večeři Páně. Kvůli němu se dostal do teologického sporu s Martinem Lutherem. S radikální luteránskou sektou byl roku 1529 vypovězen z lehnicko-břežského knížectví. Pohyboval se pak bez pevného zajištění po Slezsku, občas vedl nějakou vesnickou školu a hlavně psal teologická pojednání. Nakonec se vrátil do Lehnice.

## Dílo (výběr)
- Životopis Arnošta z Pardubic pod titulem Alia legenda a Valentino Crautualdo Nyssensi compilata anno 1516 napsal latinsky roku 1516, když působil ve vratislavské biskupské kanceláři, tedy před svou konverzí. Čerpal z dvou rukopisů legend z kláštera augustiniánů kanovníků v Kladsku, znal Kroniku Jana Marignoly, Arnoštův testament a jako jeden z prvních popsal zázraky uzdravení poutníků u Arnoštova hrobu, které začaly být zaznamenávány až po stu letech od Arnoštovy smrti[2]